# グラフィス
グラフィス（GRAPHIS）は、日本の有料ヌードグラビアサイト。

## 概要
オリジナル（撮り下ろし）画像・映像を配信している。配信画像サイズはjpg形式・1920px×1278px。
2007年より、グラフィスで活躍したモデルへ送るグラフィスアワードを開催。
2020年現在、撮影モデルは600人以上。
2020年6月には週刊ポストとの共同企画として「グラフィスが選ぶヌード美女10人」を選出。週刊ポストに10人の撮りおろしグラビアを掲載。のちに小学館から電子書籍化をした。

## 主要シリーズ
- Graphis Gals
- Graphis LIMITED EDITION
- Graphis CALENDAR
- Graphis FIRST GRAVURE 初脱ぎ娘！
- Graphis FETI STYLE
- Graphis SPECIAL GRAVURE

## グラフィスアワード
- GRAPHIS AWARD 2007
  - グラフィスギャルズ部門：初音みのり
  - 初脱ぎ娘！部門受賞：明日花キララ
  - フェチスタイル部門受賞：橘かおる
- GRAPHIS AWARD 2008
  - グラフィスギャルズ部門受賞：明日花キララ
  - 初脱ぎ娘！部門受賞：雨音レイラ
- GRAPHIS AWARD 2009
  - グラフィスギャルズ部門受賞：藤崎りお
  - 初脱ぎ娘！部門受賞：秋山祥子
- GRAPHIS AWARD 2010
  - グラフィスギャルズ部門受賞：瑠川リナ
  - 初脱ぎ娘！部門受賞：今村美穂
- GRAPHIS AWARD 2011
  - グラフィスギャルズ部門受賞：小倉奈々
  - 初脱ぎ娘！部門受賞：由愛可奈
- GRAPHIS AWARD 2012
  - グラフィスギャルズ部門受賞：小島みなみ
  - 初脱ぎ娘！部門受賞：神谷まゆ
- GRAPHIS AWARD 2013
  - グラフィスギャルズ部門受賞：上原亜衣
  - 初脱ぎ娘！部門受賞：緒川りお
- GRAPHIS AWARD 2014
  - グラフィスギャルズ部門受賞：あやみ旬果
  - 初脱ぎ娘！部門受賞：天使もえ
- GRAPHIS AWARD 2015
  - グラフィスギャルズ部門受賞：鈴村あいり
  - 初脱ぎ娘！部門受賞：松岡ちな
- GRAPHIS AWARD 2016
  - グラフィスギャルズ部門受賞：鈴村あいり
  - 初脱ぎ娘！部門受賞：橋本ありな
- GRAPHIS AWARD 2017
  - グラフィスギャルズ部門受賞：鈴村あいり
  - 初脱ぎ娘！部門受賞：愛音まりあ
- GRAPHIS AWARD 2018
  - グラフィスギャルズ部門受賞：初川みなみ
  - 初脱ぎ娘！部門受賞：唯井まひろ
  - 前年まで3連覇した鈴村あいりが「殿堂入り」しこの年から選外に
- GRAPHIS AWARD 2019
  - グラフィスギャルズ部門受賞：桃乃木かな
  - 初脱ぎ娘！部門受賞：涼森れむ
  - 特別賞：波多野結衣
- GRAPHIS AWARD 2020
  - グラフィスギャルズ部門受賞：涼森れむ
  - 初脱ぎ娘！部門受賞：槙いずな